# Руар Утеуг
Руар Утеуг (норв. Roar Uthaug; нар. 25 серпня 1973, Леренскуг, Норвегія) — норвезький режисер.

## Кар'єра
У 2002 році закінчив Норвезьку національну кіношколу. Його випускний фільм «Regjeringen Martin» був номінований на премію Академії студентів (англ. Student Academy Awards).
З моменту закінчення навчання багато працював комерційним директором. У 2006 році його дебютний повнометражний фільм «Здобич» став найкасовішим у Норвегії, проданий понад 40 країнам і мав два продовження.
У 2009 році він був співрежисером дитячої пригоди «Julenatt i Blåfjell», що мала ще більший успіх, а 2012 року вийшов фільм «Flukt».
У 2018 році зрежисував пригодницький бойовик «Розкрадачка гробниць: Лара Крофт», сценарій до фільму був написаний на основі відеогри 2013 року «Tomb Raider».

## Фільмографія
- 1993: Snørr
- 1994: En aften i det grønne
- 1996: DX13036
- 1998: A fistful of kebab
- 2002: Regjeringen Martin
- 2006: Здобич
- 2009: Julenatt i Blåfjell
- 2012: Flukt
- 2015: Хвиля
- 2018: Розкрадачка гробниць: Лара Крофт
- 2022: Троль
- 2025: Троль 2